# Megalancosaure
El megalancosaure (Megalancosaurus) és un gènere representat per una única espècie d'avicèfal drepanosàurid que va viure en el Triàsic superior, en el que avui és Itàlia.